# Myristica xylocarpa
Espèce
Statut de conservation UICN

 NT  : Quasi menacé
Myristica xylocarpa est une espèce de plantes de la famille des Myristicaceae.

## Publication originale
- Blumea 38(2): 381. 1995.